# Kabakra fuscata
Kabakra fuscata är en insektsart som beskrevs av Mathew och K. Ramakrishnan 1996. Kabakra fuscata ingår i släktet Kabakra och familjen dvärgstritar. Inga underarter finns listade i Catalogue of Life.